# Paul Jäger (Weihbischof)
Paul Jäger (* im 16. Jahrhundert; † 30. April 1561 in Bamberg) war Weihbischof in Bamberg und als  Titularbischof in Athyra vorgesehen. 

## Leben
Paul Jäger war im Gegensatz zu den  Weihbischöfen der damaligen Zeit kein promovierter Theologe. Er war Magister Artium und Stiftsvikar in St. Stephan in Bamberg, als Bischof Georg ihn am 23. Juni 1559 zum Weihbischof in Bamberg ernannte. Damit erhielt er die Pfarrei St. Martin, eine Präbende in Hallstadt sowie ein jährliches Einkommen von 70 Dukaten. Daneben kamen noch Zuwendungen aus der bischöflichen Kammer. Papst Pius IV. ernannte ihn am 17. Juli 1560 zum Titularbischof von Athyra. Dieser Akt wurde nicht wirksam, denn Jäger starb noch vor der Bestätigung durch den Papst. 
Paul Jäger wurde in der Kirche St. Martini in Bamberg beerdigt.
Sein Nachfolger im Amt als Bamberger Weihbischof war Friedrich Lichtenauer.